# 彩虹市 (阿拉巴马州)
彩虹市（英文：Rainbow City），是美国阿拉巴马州下属的一座城市。面积约为25.46平方英里（约合65.93平方公里）。根据2010年美国人口普查，该市有人口9,602人，人口密度为377.19/平方英里（约合145.64/平方公里）。